# Шакулово (Чебоксарський район)
Шаку́лово (рос. Шакулово, чув. Шаккăл) — присілок у складі Чебоксарського району Чувашії, Росія. Входить до складу Сірмапосинського сільського поселення.
Населення — 60 осіб (2010; 64 у 2002).
Національний склад:
- чуваші — 98 %